# Sättigungstauchen

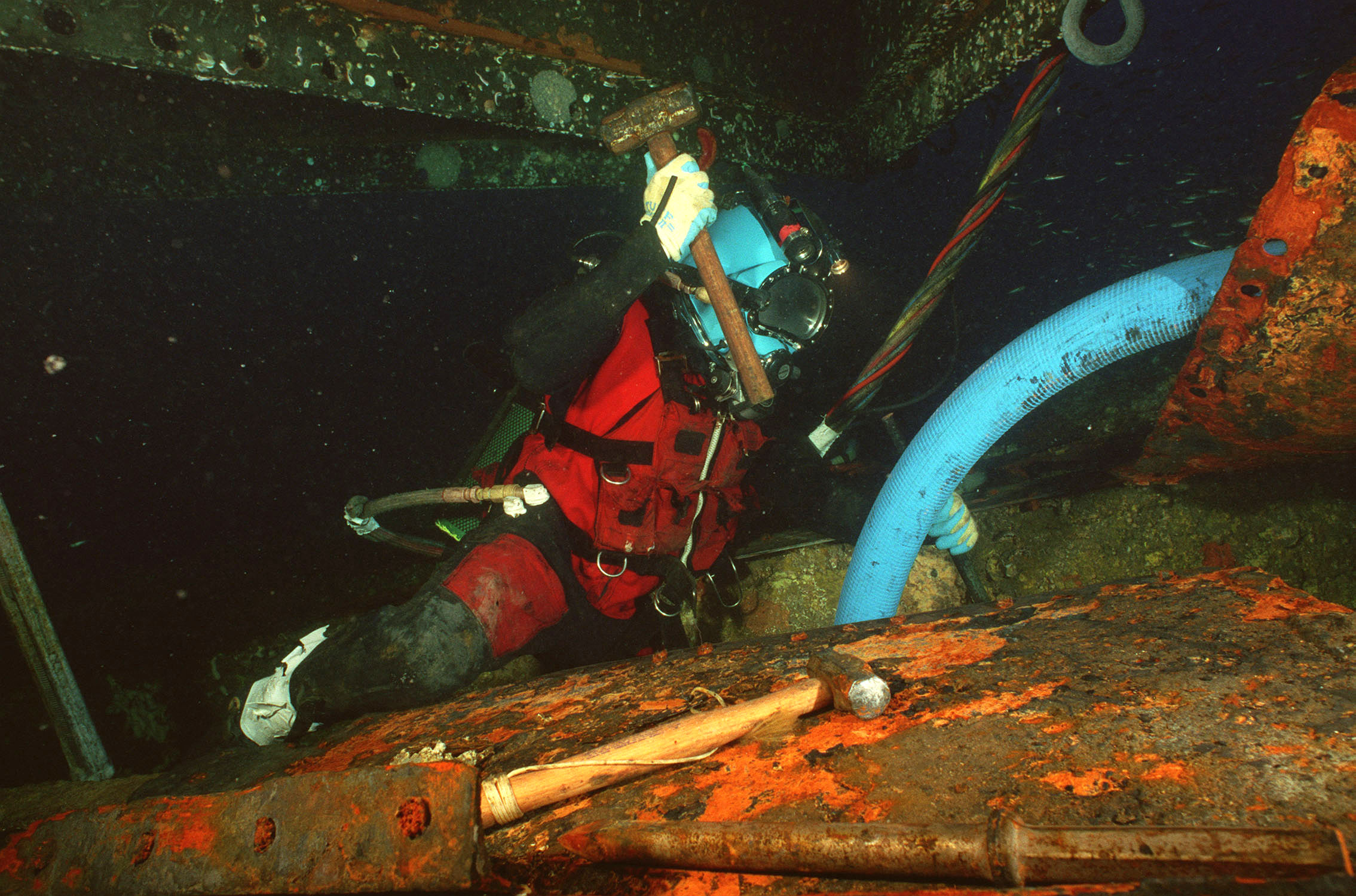
Sättigungstaucher arbeitet am Wrack der Monitor in 70 m Tiefe

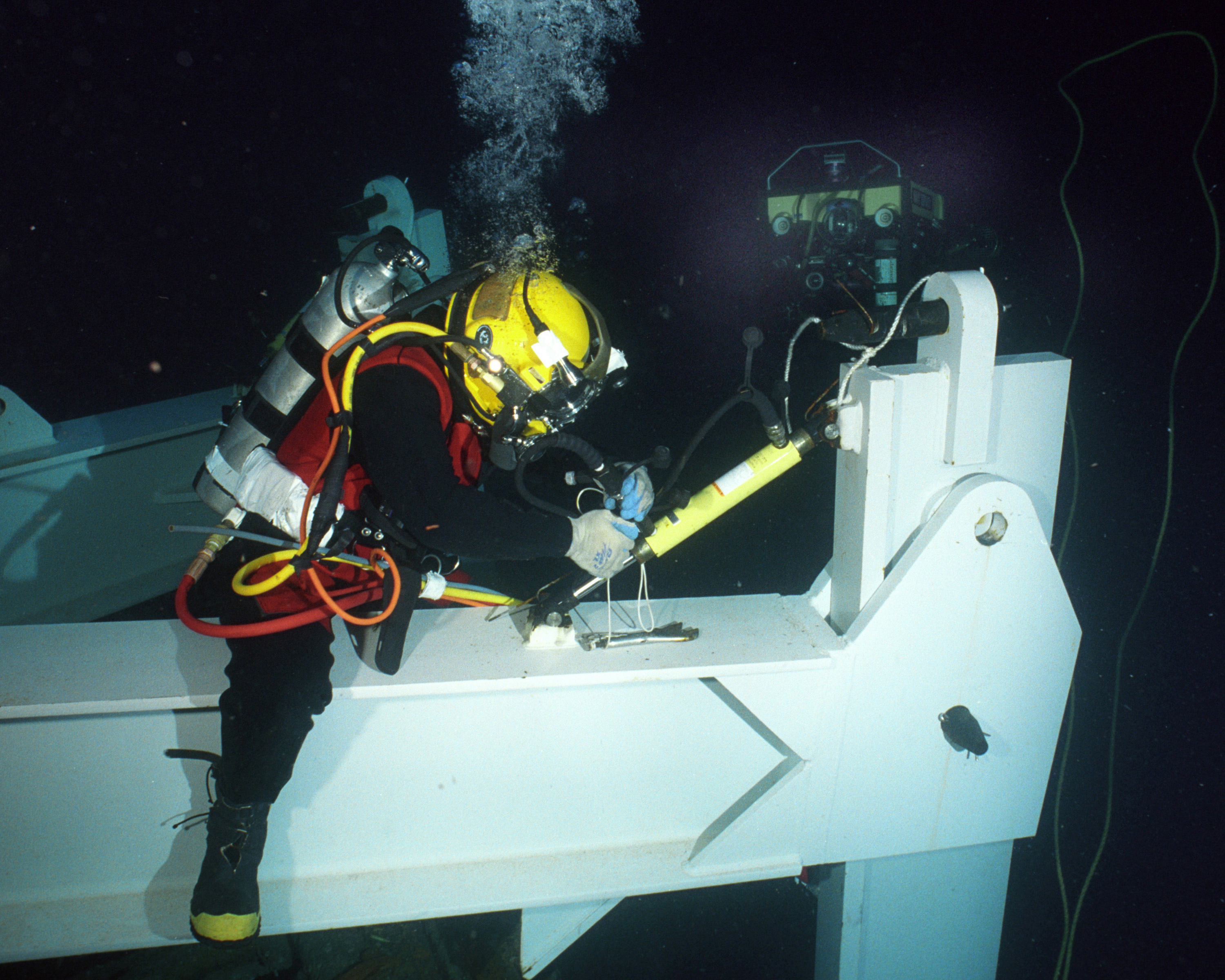
Sättigungstaucher leitet Tiefseebergung

Sättigungstauchen ist ein Begriff aus dem Bereich der Berufstaucherei. Mit dem Sättigungstauchen wird dem Problem der erhöhten Dekompressionszeiten bei Tieftauchgängen begegnet. Dabei nutzt man die Tatsache, dass die Lösung von Atemgasen im Körpergewebe bei erhöhtem Druck irgendwann gesättigt ist. Nach einer bestimmten Zeit unter hohem Wasserdruck ist der Körper gesättigt, eine Verlängerung der Tauchzeit führt nicht zu einer noch längeren Dekompressionszeit. Da die Dekompressionszeit z. B. nach einem Tauchgang bis 200 m Tiefe bis zu sieben Tage betragen kann, kann sie nicht im Wasser verbracht werden. Dazu verwendet man heutzutage eine Überdruckkammer, die einen allmählichen Aufstieg um rund 30 m pro Tag simuliert.

## Prinzip
Tauchgänge über die Nullzeit hinaus, bedingt durch Tauchzeit oder Tauchtiefe, benötigen an ihrem Ende eine Dekompression. Prinzipiell gilt: je länger der Tauchgang und je höher der Druck, desto mehr Zeit muss für die Dekompression aufgewendet werden. Da mit der Dekompression Zeitverlust und weiterer Aufwand (Atemgas, Wiederholungstauchgänge, Sicherheit) verbunden ist, ist ein (einfacher) Dekompressionstauchgang zwar möglich, aber nicht in jedem Falle sinnvoll.
Ist die maximale Sättigung der Gase im Körper nach einiger Zeit in der Tiefe erreicht, bleibt die notwendige Dekompressionszeit konstant. Aus Sicht der Dekompression ist es dann irrelevant, ob die Tauchdauer wenige Stunden oder einige Tage beträgt.
Seit Entdeckung und Erforschung des Sättigungstauchens ab den 1960er Jahren und durch die Erforschung der Gasgemische wurden auch entsprechende Arbeitstechniken entwickelt.
So scheidet die traditionelle „nasse“ Dekompression (etappenweises Auftauchen) aufgrund der langen Dekompressionszeit (Stunden bzw. Tage) aus. Nach Experimenten in und mit Unterwasserstationen (z. B. Conshelf / Précontinent, Helgoland) und weiteren, „trockenen“ Versuchen entwickelte man folgende Arbeitsmethodik:
- stationäre Druckkammern auf dem Begleitschiff für Kompression und Dekompression
- Tauchertransport mit Taucherglocke unter Druck
- Tauchertransport mit Arbeits-U-Boot (Taucherabteil unter Druck)
- Arbeit vor Ort.

## Geschichte
Am 22. Dezember 1938 unternahmen Edgar End und Maximilian Eugene Nohl den ersten geplanten Sättigungstauchgang, indem sie 27 Stunden Luft bei 30,8 Meter (101 ft.) in der Rekompressionseinrichtung im County Emergency Hospital in Milwaukee (Wisconsin) atmeten. Ihre Dekompression dauerte fünf Stunden, bei der Nohl einen milden Fall von Dekompressionskrankheit bekam, der mit Rekompression behandelt wurde.
Peter B. Bennett führte 1981 im Duke University Medical Center mit Trimix 10 ein Experiment mit der Bezeichnung Atlantis III durch, bei dem Taucher bis zu einer simulierten Tiefe von 685,8 Meter (2,250 ft.) gebracht wurden, in der sie 4,5 Tage verweilten und danach über 40 Tage langsam dekomprimierend zurückgeführt wurden.

## Anwendung Offshore und Zukunft
Das Sättigungstauchen ist weiterhin eine der maßgeblichen Offshore-Taucherarbeitsmethoden. Hinzugekommen sind in den letzten Jahren und Jahrzehnten die Verwendung von Arbeits-U-Booten, von Robotern bzw. Automaten (ROVs) und Panzertauchanzügen. Durch Kombination aller Methoden kann man die Risiken für den Taucher minimieren, den Arbeitseinsatz optimieren und die Kosten senken.